# Bahnhof Hatfield

Streckenführung des Gautrain-Nahverkehrssystems

Der Bahnhof Hatfield des südafrikanischen Nahverkehrssystems Gautrain befindet sich auf dem Gebiet der Metropolgemeinde Tshwane im Stadtteil Hatfield. Das ober- und unterirdisch angelegte Stationsareal befindet sich östlich des Zentrums von Pretoria zwischen der Grosvenor Street und der Jan Shoba Street (M 7). Nordöstlich des Bahnhofs liegt der Autobahnknotenpunkt von M2 und der Nationalstraße N1.
Die Bahnhof bildet in der Nord-Süd-Strecke des Gautrain den nördlichen Endpunkt und ermöglicht einen Übergang der Passagiere zum Schienennahverkehrsnetz der PRASA.
Fahrgäste mit dem Ziel OR Tambo International Airport müssen in der Station Sandton umsteigen.

## Anschlüsse mit anderen Verkehrsträgern
Die Station erreicht man mit verschiedenen Verkehrsträgern. Dazu zählen der Gautrain-Busservice für Gautrain-Passagiere, ein eigenes Zubringersystem an den Stationen. Unweit des Bahnhofs befindet sich die Station Hartbeesspruit der PRASA, deren Gleisanlagen hier parallel zum Gautrain verlaufen.
Im Umfeld der Gautrain-Station stehen PKW-Stellplätze und Kurzzeitparkplätze zur Verfügung.
Von und zu den Bahnsteigen gelangen die Passagiere über Treppen, Rolltreppen und Aufzugsanlagen.

## Urbane Funktionsbereiche und Sehenswürdigkeiten nahe der Station
- Universität Pretoria, weitere Bildungseinrichtungen,
- Sportstätten der Universität und das Loftus-Versfeld-Stadion,
- Einkaufs- und Geschäftszentrum Brooklyn Mall,
- diplomatische Vertretungen.